# Ophiacantha angolensis
Ophiacantha angolensis är en ormstjärneart som beskrevs av Jean Baptiste François René Koehler 1923. Ophiacantha angolensis ingår i släktet Ophiacantha och familjen knotterormstjärnor. Utöver nominatformen finns också underarten O. a. inermis.